# Aleksandr Ivanov (snelwandelaar)
Aleksandr Aleksejevitsj Ivanov (Russisch: Александр Алексеевич Иванов) (Nizjni Tagil, (Oblast Sverdlovsk), 25 april 1993) is een Russische snelwandelaar. De atleet beleefde zijn doorbraak, toen hij in 2013 onverwacht wereldkampioen werd op de 20 km snelwandelen.

## Biografie
Aleksandr Ivanov was als kind niet aangesloten bij een sportvereniging, maar trainde voornamelijk voor zichzelf. Op zijn zestiende raadde zijn gymleraar Aleksandr Surayev hem aan om atletiek te proberen. Hij probeerde eerst verschillende hardloopafstanden, maar uiteindelijk koos hij voor snelwandelen, wederom op aanraden van Aleksandr Surayev, die op dat moment zijn trainer was.
Aleksandr Ivanov sluit zich in 2011 aan bij de beroemde snelwandelgroep van Saransk, waar hij onder andere getraind wordt door Viktor Chegin. Deze beslissing wordt al snel gevolgd door succes. In 2012 wordt Ivanov op de juniorenafstand van de wereldbeker snelwandelen (10 km) in zijn woon- en trainingsoord Saransk tweede achter de Colombiaan Eider Arévalo. Dat jaar wordt hij ook uitgezonden naar de wereldkampioenschappen voor junioren te Barcelona. Hij wordt hier bij de 10.000 m snelwandelen opnieuw tweede achter Eider Arévalo.
In 2013 eindigt Ivanov wederom op het op een na hoogste schavot tijdens de Europese kampioenschappen voor neo-senioren. Hij finisht hier op de 20 km snelkwandelen vlak achter zijn landgenoot Pyotr Bogatyrev in een persoonlijke besttijd van 1:21.34. Later wordt Bogatyrev met terugwerkende kracht geschorst vanwege doping, waardoor de titel alsnog aan Ivanov wordt toebedeeld. Later dat jaar debuteert hij op een internationaal seniorenkampioenschap, de wereldkampioenschappen in Moskou. Hij wordt hier voor het thuispubliek verrassend wereldkampioen op de 20 km snelwandelen. De atleet, die als enige van het veld in warme omstandigheden een persoonlijk record wandelde, wordt hiermee de jongste wereldkampioen snelwandelen ooit.

## Titels

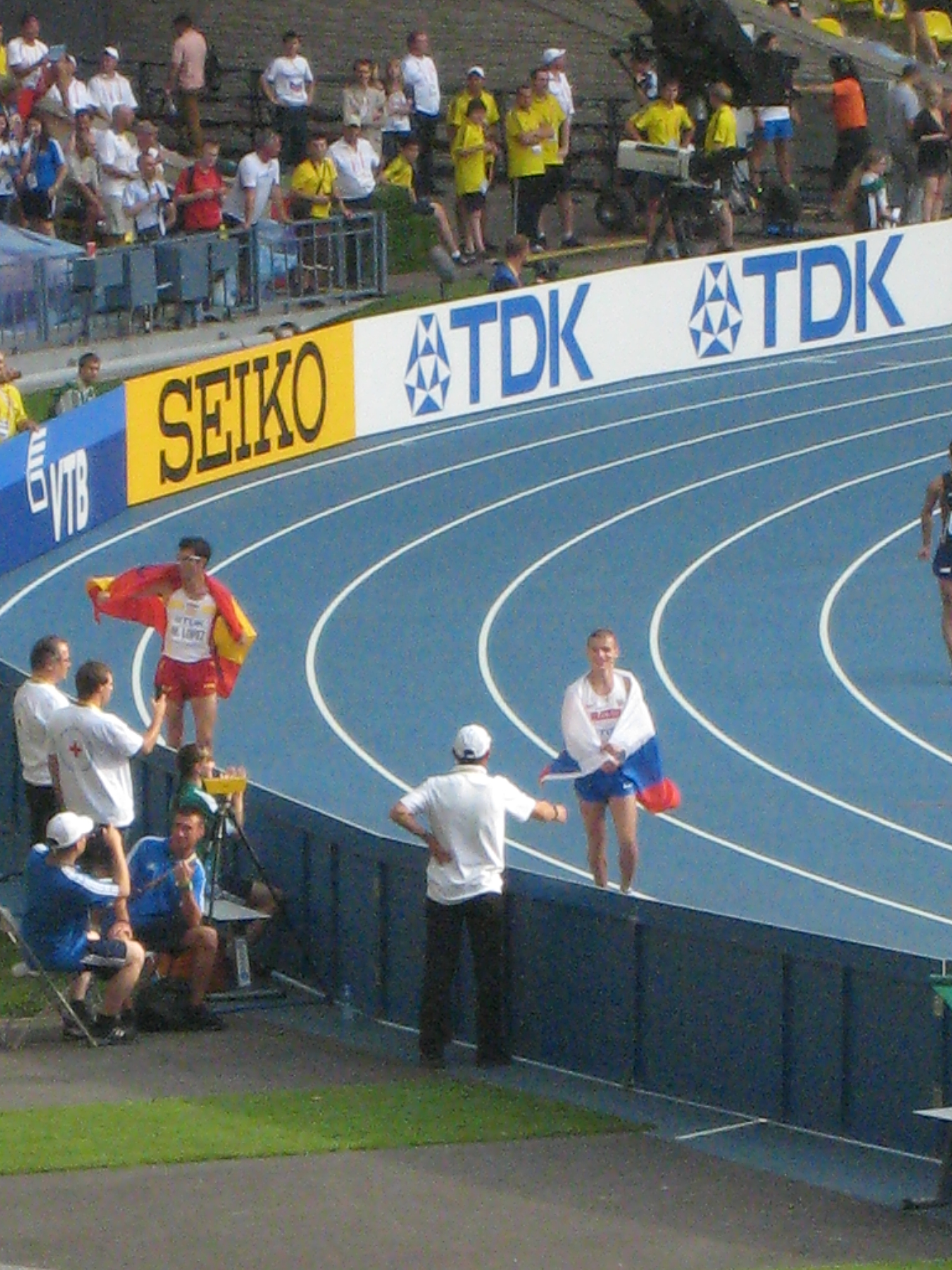
Ivanov viert zijn wereldtitel in het Olympisch Stadion Loezjniki.

- Wereldkampioen 20 km snelwandelen - 2013
- Europees kampioen U23 10.000 m snelwandelen - 2013

## Persoonlijke records
Outdoor
| Onderdeel             | Prestatie | Datum        | Plaats    |
| --------------------- | --------- | ------------ | --------- |
| 10.000 m snelwandelen | 40.12,90  | 13 juli 2012 | Barcelona |

Weg
| Onderdeel          | Prestatie | Datum         | Plaats |
| ------------------ | --------- | ------------- | ------ |
| 20 km snelwandelen | 1:20.44   | 22 maart 2014 | Sotsji |

Indoor
| Onderdeel           | Prestatie | Datum          | Plaats       |
| ------------------- | --------- | -------------- | ------------ |
| 5000 m snelwandelen | 19.35,0   | 6 januari 2012 | Tsjeljabinsk |

## Palmares

### 10.000 m snelwandelen
- 2012:  WJK - 40.12,90

### 10 km snelwandelen
- 2012:  Wereldbeker snelwandelen junioren - 41.42

### 20 km snelwandelen
- 2013: 4e European Cup Race Walking - 1:22.15
- 2013:  EK U23 - 1:21.34 (na DQ van Pyotr Bogatyrev)
- 2013:  WK - 1:20.58
- 2014:  EK - 1:19.45

1983: Ernesto Canto · 
1987: Maurizio Damilano · 
1991: Maurizio Damilano · 
1993: Valentí Massana · 
1995: Michele Didoni · 
1997: Daniel García · 
1999: Ilja Markov · 
2001: Roman Rasskazov · 
2003: Jefferson Pérez · 
2005: Jefferson Pérez · 
2007: Jefferson Pérez ·
2009: Valeri Bortsjin ·
2011: Valeri Bortsjin ·
2013: Aleksandr Ivanov ·
2015: Miguel Ángel López ·
2017: Éider Arévalo ·
2019: Toshikazu Yamanishi ·
2022: Toshikazu Yamanishi ·
2023: Álvaro Martín